# Camellia chekiangoleosa
Camellia chekiangoleosa är en tvåhjärtbladig växtart som beskrevs av Hu Hsien-Hsu. Camellia chekiangoleosa ingår i släktet Camellia och familjen Theaceae. Inga underarter finns listade i Catalogue of Life.